# Pathaan
Pathaan (pronunciado [pəʈʰaːn]) es una película de acción india y suspense en hindi de 2023, coescrita y dirigida por Siddharth Anand y producida por Aditya Chopra para Yash Raj Films. Es la cuarta entrega del universo de espías de YRF y está protagonizada por Shah Rukh Khan en el papel principal, junto a Deepika Padukone y John Abraham, con Dimple Kapadia y Ashutosh Rana en papeles secundarios. Pathaan, un agente exiliado de la agencia de inteligencia india RAW, trabaja con Rubina Mohsin, agente del ISI paquistaní, para acabar con Jim, un antiguo agente de la RAW que planea atacar la India con un virus mortal.

## Producción

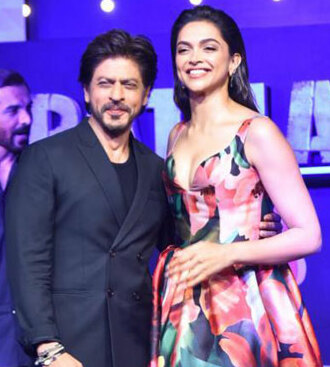
El actor Shahrukh Khan y la actriz Deepika Padukone

El rodaje comenzó en noviembre de 2020 en Bombay. La película se rodó en diversos lugares de la India, Afganistán, España, Emiratos Árabes Unidos, Turquía, Rusia, Italia y Francia. Las canciones de la película fueron compuestas por Vishal-Shekhar, mientras que Sanchit Balhara y Ankit Balhara se encargaron de la música. 
La película se rodó con un presupuesto de producción estimado en 225 millones de rupias (28 millones de dólares), a los que hay que sumar 15 millones de rupias (1,9 millones de dólares) gastados en publicidad. En contra de lo habitual, la publicidad previa al estreno fue limitada, sin interacción con los medios ni actos públicos.

## Recepción
Pathaan se estrenó en los cines de la India el 25 de enero de 2023, coincidiendo con el fin de semana del Día de la República. La película recibió críticas positivas por parte de la crítica y batió varios récords de taquilla para una película hindi, como el de mayor recaudación en un día de estreno, en un solo día, en un fin de semana de estreno y en una semana de estreno para una película hindi en la India.
La película estableció varios récords de taquilla para una película hindi, incluido el día de estreno más alto, el día más alto, el fin de semana de estreno más alto y la semana de estreno más alta para una película hindi en la India. Pathaan recaudó 1.050,30 millones de rupias (130 millones de dólares) en todo el mundo, convirtiéndose en la segunda película india más taquillera de 2023, la tercera película hindi más taquillera de todos los tiempos y la sexta película india más taquillera de todos los tiempos. En la 69ª edición de los Premios Filmfare, la película recibió 16 nominaciones, entre ellas las de Mejor Película, Mejor Director y Mejor Actriz (Padukone).